# Jicchak Kohen
Jicchak Kohen (hebrejsky יצחק כהן‎; * 2. prosince 1951 Aškelon) je izraelský rabín, politik a poslanec Knesetu za stranu Šas. V minulosti zastával dvakrát post ministra náboženských služeb a v letech 2009 až 2013 funkci náměstka ministra financí.

## Biografie
Narodil se v Aškelonu a v minulosti působil ve zdejší městské radě a rovněž i ve funkci místostarosty. Zastával funkci generálního tajemníka stranické vzdělávací instituce El ha-Ma'ajan. Poslancem Knesetu byl poprvé zvolen ve volbách v roce 1996. Během svého působení v parlamentu byl členem řady parlamentních výborů, včetně finančního výboru, výboru pro zahraniční věci a obranu, výboru pro bydlení atd.
V červenci 1999 byl jmenován ministrem náboženských věci ve vládě Ehuda Baraka, avšak o rok později rezignoval. Následně v letech 2001 až 2003 působil jako náměstek ministra financí. V roce 2006 byl jmenován ministrem bez portfeje a měl na starosti náboženské rady (tato pravomoc byla v lednu 2008 převedena do působnosti ministra náboženských služeb).
V roce 2007 kritizoval americkou zprávu, podle níž Írán v roce 2003 zastavil vývoj svého jaderného programu. Vyslovil podezření, že zpráva byla „objednána někým, kdo si přeje dialog s Teheránem.“ Celou událost přirovnal k situaci, kdy americké zpravodajské služby měly během druhé světové války informace, že do koncentračních táborů míří vlaky z celé Evropy, ale vyhodnotily, že jsou používány pro průmyslové účely. V roce 2009 pohrozil v rozhovoru pro německý deník Der Spiegel přerušením vztahů s Vatikánem poté, co papež Benedikt XVI. zrušil exkomunikaci biskupa Richarda Williamsona.
Svůj poslanecký mandát obhájil i ve volbách v roce 2009, v nichž kandidoval z třetího místa na kandidátní listině strany. Přišel o post ministra bez portfeje, ale stal se opět náměstkem ministra financí. Ve volbách v roce 2013 svůj poslanecký mandát obhájil. Mandát obhájil rovněž ve volbách v roce 2015.
Žije v Aškelonu, je ženatý a má deset dětí. Vzdělání získal na Talmudic College a mluví hebrejsky, anglicky a arabsky.